# Bo Hamburger
Bo Hamburger (Frederiksberg, 24 mei 1970) is een Deens voormalig wielrenner.

## Biografie
Hamburger werd in 1991 prof bij de Nederlandse wielerploeg TVM en zou in totaal zeven seizoenen voor dit team rijden. In 1998 stapte hij over naar het Franse Casino. Later reed hij ook nog voor onder andere Team CSC en het Italiaanse Acqua & Sapone.
In zijn carrière won Hamburger onder meer de Waalse Pijl en behaalde hij ritzeges in de Ronde van Frankrijk, Parijs-Nice en de Ronde van het Baskenland. In de Ronde van Frankrijk wist hij ook enkele keren in de top 20 van het eindklassement te eindigen. Zijn beste prestatie wat dat betreft leverde hij in 1996, toen hij als dertiende eindigde. Bij het wereldkampioenschap wielrennen 1997 behaalde de Deen zilver in de wegwedstrijd.
In 2000 werd Hamburger kampioen van Denemarken. Eind 2006 stopte hij met professioneel wielrennen.
Hamburger gaf op 7 november 2007 in zijn boek Den største pris - en cykelrytters bekendelser  ("De hoogste prijs - Bekentenissen van een wielrenner") toe dat hij tussen 1995 en 1997 epo gebruikte. "Doping maakte midden jaren negentig deel uit van het wielrennen en het alternatief was ofwel stoppen met wielrennen ofwel zoals de anderen doen", gaf Hamburger aan in zijn boek.
In 2013 en 2014 was Hamburger sportief directeur en ploegleider van de Deense wielerploeg Christina Watches-Kuma.

## Belangrijkste overwinningen
1994
- 8e etappe Ronde van Frankrijk
- Driedaagse van West-Vlaanderen

1995
- etappe Ronde van Denemarken

1996
- Puntenklassement Ronde van Luxemburg

1998
- Waalse Pijl
- etappe Ronde van Valencia
- etappe Ronde van het Baskenland

2000
- 4e etappe Parijs-Nice
- Deens Kampioen op de weg, Elite

2004
- etappe Ronde van Ligurië

## Resultaten in voornaamste wedstrijden
| Jaar | Ronde van Italië | Ronde van Frankrijk | Ronde van Spanje |
| ---- | ---------------- | ------------------- | ---------------- |
| 1992 |                  |                     | 49e              |
| 1993 |                  | 31e                 |                  |
| 1994 |                  | 20e (1)             |                  |
| 1995 | 95e              | 17e                 |                  |
| 1996 |                  | 13e                 | 44e              |
| 1997 |                  | opgave              | 33e              |
| 1998 |                  | 15e                 |                  |
| 1999 | 59e              | opgave              |                  |
| 2000 |                  | 36e                 |                  |
| 2001 |                  |                     |                  |
| 2002 | 77e              |                     |                  |
| 2003 | 54e              |                     |                  |
| 2004 | 38e              |                     |                  |

| Jaar | Milaan-San Remo | Amstel Gold Race | Luik-Bast.‑Luik | Ronde van Lombardije | Waalse Pijl | Bretagne Classic |  | WK op de weg |  | Wereldranglijsten |
| ---- | --------------- | ---------------- | --------------- | -------------------- | ----------- | ---------------- |  | ------------ |  | ----------------- |
| 1992 |                 |                  |                 | 8e                   |             |                  |  |              |  |                   |
| 1993 |                 |                  |                 | 18e                  |             |                  |  |              |  |                   |
| 1994 | 45e             | 48e              | 31e             | 31e                  |             |                  |  | 47e          |  | 16e (UWB)         |
| 1995 | 63e             |                  | 62e             |                      |             |                  |  |              |  |                   |
| 1996 | 44e             | 60e              |                 |                      | 29e         |                  |  | 37e          |  |                   |
| 1997 | 23e             | 24e              | 38e             | 18e                  | 29e         |                  |  | ↑            |  |                   |
| 1998 | 18e             | 5e               | 12e             |                      | ↑           | 12e              |  |              |  |                   |
| 1999 | 17e             |                  |                 |                      |             |                  |  |              |  |                   |
| 2000 | 10e             |                  |                 |                      | 18e         | 8e               |  | 22e          |  |                   |
| 2001 | 26e             |                  | 50e             |                      | 28e         |                  |  |              |  |                   |
| 2002 | 112e            | 70e              |                 |                      |             |                  |  |              |  |                   |
| 2003 |                 |                  |                 |                      |             |                  |  | 6e           |  |                   |
| 2004 |                 |                  |                 | 56e                  |             |                  |  |              |  |                   |

## Ploegen
- 1991 - TVM-Sanyo
- 1992 - TVM-Sanyo
- 1993 - TVM-Bison Kit
- 1994 - TVM-Bison Kit
- 1995 - TVM
- 1996 - TVM-Farm Frites
- 1997 - TVM-Farm Frites
- 1998 - Casino-C'est votre équipe
- 1999 - Cantina Tollo-Alexia Alluminio
- 2001 - Team CSC-Tiscali
- 2002 - Index Alexia
- 2003 - Formaggi Pinzolo Fiavè-Ciarrocchi Immobiliare
- 2004 - Acqua & Sapone
- 2005 - Acqua & Sapone-Adria Mobil
- 2006 - Miche